# Gazeuse!
Gazeuse!  is het achtste album van de Frans/Britse spacerockband Gong. Het album bevat fusion en heeft maar weinig meer te maken met de psychedelische spacerock van Daevid Allens Gong. Het album is in de Verenigde Staten uitgebracht als Expresso, toen Expresso II daar uitgebracht werd.

## Nummers
1. Expresso - 5:58 (Pierre Moerlen)
2. Night Illusion - 3:42 (Allan Holdsworth)
3. Percolations - Parts 1 & 2 - 10:00 (Pierre Moerlen)
4. Shadows Of - 7:48 (Allan Holdsworth)
5. Esnuria - 8:00 (Pierre Moerlen)
6. Mireille - 4:10 (Francis Moze)

## Bezetting
- Allan Holdsworth: akoestische gitaar, elektrische gitaar, steelgitaar, viool
- Didier Malherbe: saxofoons, fluit, zang
- Pierre Moerlen: drums, vibrafoon, buisklokken
- Mireille Bauer: klokkenspel, marimba, xylofoon, percussie, gong
- Francis Moze: elektrische piano, basgitaar
- Benoît Moerlen: vibrafoon
- Mino Cinelu: conga's